# Batalla de Wancheng
La batalla de Wancheng o Batalla de la Ciutat Wan va ser una batalla lluitada entre els senyors de la guerra Cao Cao i Zhang Xiu en el 197 durant el preludi del període dels Tres Regnes de la història xinesa. Zhang Xiu va sorgir victoriós en la batalla mentre que Cao Cao va escapar.

## Rerefons
En el 197, Cao Cao va dirigir el seu exèrcit des de Xuchang per atacar la Província de Jing (cobrint l'actual Hubei i Hunan), la qual era governada per Liu Biao. Pel camí, Cao Cao va arribar a Wancheng, que era controlada per Zhang Xiu. L'estrateg de Zhang Xiu, Jia Xu, el va suggerir al seu senyor de primer fingir rendir-se a Cao Cao, i després elaborar un pla per repel·lir a Cao. Com Jia Xu va preveure, Cao Cao va acceptar la rendició de Zhang Xiu i li va permetre mantenir el control de Wancheng.
Això no obstant, més tard, Cao Cao va ser sentir-se atret a la Dama Zou (鄒氏), la vídua del l'oncle mort de Zhang Xiu, Zhang Ji, i ell la va prendre com a concubina. Zhang Xiu es va sentir humiliat i volia venjar-se de Cao Cao. Quan Cao Cao sentí parlar del desgrat de Zhang Xiu, va tramar de matar-lo, però el pla es va filtrar. Llavors Zhang Xiu es revoltà contra Cao Cao i va llançar un atac sorpresa sobre el campament de Cao de nit.